# 테러리즘

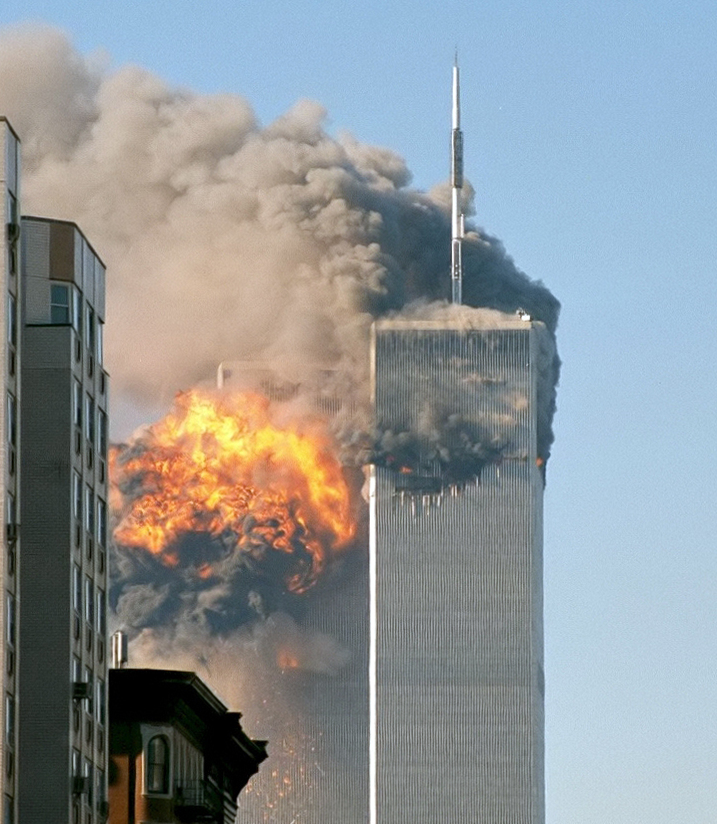

테러리즘(영어: terrorism, 문화어: 테로리즘) 또는 공포주의(恐怖主義)는 일반적으로 정치와 종교, 사상적 목적을 위해 폭력적 방법의 수단을 통해 민간인이나 비무장의 개인, 단체, 국가를 상대로 사망 혹은 신체적 상해를 입히거나 공포심을 불러일으켜 어떤 행동을 강요하는 행위이다. 이런 테러행위를 하는 이들을 테러리스트(문화어: 테로분자)라 부르며, 이들은 자신들이 믿는 이념의 큰 뜻을 이루기 위해 민간인이나 관련되지 않은 사람들의 희생이 어쩔 수 없다는 가치 판단을 내리며 그 자신 혹은 자신들의 동조자들의 생명 또한 희생되어도 좋다고 생각한다. 또한 요인의 암살과 같은 폭력적 행위로 인한 직접적 효과 보다 이로 말미암아 발생되는 대중의 공포심을 더 큰 효과로 보며 이러한 효과를 적극적으로 이용하고자 한다. 

## 어원
테러리즘과 테러리스트라는 용어는 18세기 말 프랑스 대혁명이 기원이다. 프랑스 대혁명 당시 로베스피에르는 공포정치 시기(1793년 6월~1794년 7월)에 정권을 유지하기 위 한 힘을 대중의 공포(terreur, 테뢰르)를 통해 찾으려 하였다. 권력자가 반대하는 사람들을 말살하는 행위로 공포심을 야기하고 그로 인한 대중의 복종, 추종과 공황적 심리상태를 정치적으로 이용하였다. 그러나 이후에는 반대로 체제에 반대하는 반체제측이 폭력적 수단을 통하여 무장 투쟁할 때 이를 테러행위라고 부르도록 기존 체제적 입장으로 바뀌어 이용되었다. 좌·우이념 대립의 시기에는 공산주의자에 의한 테러를 적색테러, 무정부주의자에 의한 테러를 흑색테러, 권력층에 의한 테러를 백색테러라고 구분하기도 하였다. 같은 공산주의자라도 스탈린은 이러한 테러행위를 선동하였으며 트로츠키는 이 본질이 보복의 연쇄, 즉 폭력의 악순환일 뿐이라고 비판하였다.

## 정의
테러리즘에는 109개 이상의 각기 다른 정의가 존재한다. 테러리즘을 정의하려는 몇 가지 시각은 이의 범위를 얼마나 넓게 정의하는가와 정치적 입장에 따라 상이하다. 모든 정치, 종교, 사상적 목적의 폭력으로 규정하는 시각은 윤리적, 역사적 정당성 관점에서 납득하기 힘들며, 어떠한 용어의 정의로서 너무 광범위해지는 문제를 가지게 된다. 또한 프랑스의 레지스탕스, 한국의 독립군과 같은 전쟁시의 민간 혹은 조직적 저항단체에 의한 침략군에 대한 무력저항운동의 경우 이러한 테러리즘의 범주에 속하는지에 대한 논란이 크다. 한편으로는 노암 촘스키에 의해 제기되는 테러행위의 주체가 국가가 되는 국가테러리즘의 경우도 테러행위 주체자를 통해 정의를 내리고자 하는 개념에 혼란을 주고 있다. 최근에는 신체적 위해를 끼치지 않고 대중적 공포와 불편함을 불러일으키는 사이버테러와 같은 새로운 종류의 테러리즘도 등장하고 있다.

### 다양한 정의
- UN 안보리 결의 1373호에 의한 테러리즘 정의(United_Nations_Security_Council_Resolution_1373)

민간인을 상대로 하여 사망 혹은 중상을 입히거나 인질로 잡는 등의 위해를 가하여 대중 혹은 어떤 집단의 사람 혹은 어떤 특정한 사람의 공포를 야기함으로써 어떤 사람, 대중, 정부, 국제 조직 등으로 하여금 특정 행위를 강요하거나 혹은 하지 못하도록 막고자 하는 의도를 가진 범죄행위
- <승리를 위한 죽음>의 저자 로버트 페이프의 정의[4]

테러리즘은 정부가 아닌 어떤 단체에 의한 폭력의 사용으로 인해 목표가 된 사람들에게 공포를 불러일으키거나 상해를 입히게 된다. 비정부적 주체에 의해 저질러지는 민간인에 대한 폭력이다.
- 노암 촘스키의 테러리즘 정의

원래는 18세기말부터 사용되어 대중의 복종을 확고히 강제할 목적으로 행해지는 정부의 폭력 행위를 일컫는 말이었으나 이후 개인이나 집단에 의해 정해지는 것으로 변하였다.
- 사회학자 장 지글러의 해석 : 스위스의 진보적 사회학자 장 지글러는 《탐욕의 시대》(갈라파고스)에서 테러단체 조직원들의 대부분이 빈민가 출신이며, 복지비용은 줄어드는반면 국방비는 늘어난다는 사실에 주목하여, 테러를 불평등한 사회에 대한 민중의 분노로 이해한다.

## 테러리즘의 판별
다음의 테러리즘의 판별을 위한 주요 기준들은 테러리즘을 정의하는 기준에 따라 다르게 적용될 수 있다.
- 폭력: 유일하게 보편적으로 받아들여지고 있는 테러리즘의 특성이다. 폭력(Violence)의 행사 혹은 폭력의 위협이 주요 특징이다. 하지만 이러한 폭력의 유무만으로 정의를 내리기는 힘들다. 예를 들어 전쟁, 폭동, 조직범죄 같은 폭력들은 일반적으로 테러리즘에 속한다고 보지 않는다. 한편으로 시설물의 파괴는 신체적 피해를 끼치지 않지만, 사이버테러에 의한 전산망 마비나 일부 동물보호단체에 의한 적극적 시설물의 파괴행위는 테러리즘으로 표현되고 있다.

- 심리적인 영향과 공포: 테러리즘에 의한 공격은 심한 심리적으로 극단적인 상태를 불러 일으키며 상당히 장기간의 심리적 영향을 끼친다. 이러한 이유로 테러의 대상으로 어떠한 상징물이나 사회, 경제적으로 중요한 것들이 선택되는 일이 흔하다. 이러한 심리적 영향의 테러의 목적을 위해 어떤 행동을 강제하거나 중지하는 궁극적 목표를 달성하게 한다. 반체제적 테러리즘의 경우에는 체제의 신뢰성을 떨어뜨리는 효과를 거둘 수 있다. 그래서 저명한 역사학자 에릭 홉스봄은 폭력의 시대(민음사)에서 미국이 주장하는 테러와의 전쟁은 미국이 테러로 미국에 심리적 영향과 공포를 주려는 반미적 정치집단에게 굴복한 증거일 뿐이므로, 테러와의 전쟁이라는 명분으로 미국에 반대하는 정치세력에 이라크 전쟁 등의 폭력을 휘두르는 미 제국의 과대망상적 제국주의에 동조하지 말아야 함을 논증한다.

- 정치적인 목표를 위한 가해: 모든 테러리즘은 어떠한 정치적 목표를 가지고 있다. 어떤 정치적 단체의 극단적인 분파는 때로 그들의 정치적 목표 달성을 위해 극단적인 방법을 선택할 수밖에 없다는 주장을 펼치게 되고 이를 달성하고자 하여 수단과 방법을 가리지 않게 된다. 이때문에 관련없는 희생자나 민간인이 다치거나 죽는 결과가 나오지만 심지어는 대의를 위해 어쩔 수 없다는 합리화를 하기도 한다. 종교적 목적으로 투쟁하는 경우에도 이러한 정치적 목표달성의 실패는 영적인 실패를 의미하는 것이라는 주장을 통해 내부의 희생을 강요하기도 한다. 한편 이러한 기준에 의해 정신이상자에 의한 방화와 같은 것은 테러리즘에 해당되지 않는다.

- 의도적으로 비전투원을 포함한 가해: 민간인을 직접적 가해의 대상으로 포함하는가 안하는가는 윤리적으로 테러리즘을 판단하는 중요한 기준이다. 테러리즘의 시각으로 볼 때 비무장 민간인들조차 어떠한 상징, 수단, 동물 혹은 타락한 존재로 비춰지고 목표를 위해 희생되어도 좋은 것으로 보기 때문이다. 또한 이런 희생은 테러리즘을 통해 얻고자 하는 공포감과 대중의 관심을 얻는 데 결정적이라고 생각한다.

- 불법 혹은 비합리: 특히 정부에 의한 테러리즘의 정의에서 불법이라는 기준의 적용이 이용되고 있다. 이것은 정부가 행하는 폭력적 행위를 테러리즘에서 구별하고자 하는 시도이다. 그러나 국가테러리즘이라는 시각에서 보면 이러한 합법성 여부의 논의는 폭격에 의한 민간인 대량살상같은 것을 정당화시키는 문제가 있다.

- 지배계급과 결탁한 계급을 대상으로 함 : 미국 보스턴 대학교 종교학과 교수인 리처드 호슬리는 마가복음서를 텍스트로 한 제국주의와 반제국주의 투쟁 연구서인 《예수와 제국》(영어: Jesus and Empire)에서 테러리즘은 지배계급과 결탁한 계급을 대상으로 한다는 사실을 밝혀냈다. 실례로 로마제국에 폭력투쟁으로 저항하던 열심당원들은 로마제국에 직접적으로 저항하기보다는 로마제국과 결탁하여 민중을 착취하는 성직자(대제사장)계급을 공격했다.

## 환경
과거의 테러리즘은 한정된 영토 안에서 일어났으나 1960년대에 와서는 세계의 모든 지역이 지진대에 노출된 것처럼 테러리즘에 노출되었다. 이와 같은 국제테러리즘 환경의 발달은 1967년 아랍－이스라엘간의 제2차 중동전쟁인 6월 전쟁 이후부터 나타나고 있다. 6월 전쟁에서 아랍국가들이 패전하면서 나세르의 지도력과 아랍민족주의라는 팔레스타인 민족의 희망이 사라진 것이다. 팔레스타인 민족의 좌절은 민족 문제를 스스로 국제정치 문제화 하겠다는 의지로서 전세계에 있는 미국과 이스라엘의 주권과 재산이 테러 공격목표가 되었다. 팔레스타인의 테러리즘은 항공기 납치가 주요 전술이었다.
국제테러리즘 환경을 더욱 가열시킨 요소로는 1968년 북아일랜드 임시공화군(IRA)의 결성과 같은 해 서독에서의 학생폭동(1968년 4월 2일 프랑크푸르트의 한 백화점 방화사건)으로 시작되어 결성된 바더－마인호프조직인 적군파(RAF)의 활동으로 PLO의 테러활동과 함께 전세계를 테러리즘의 공포로 몰아 넣었다. 이밖에도 1962년 쿠바 봉쇄사건으로 인한 소련의 공산주의 정책 강화는 공산주의 이념을 테러리스트들에게 재무장시키는 가운데 테러리즘 환경을 조성하였다. 1970년대와 1980년대의 국제테러리즘 환경은 테러리즘이 소수민족운동의 정치적 수단으로 강력한 설득력을 갖고 있었다. 적어도 테러리스트들은 그들의 행동을 로빈 훗이나 윌리엄 텔과 같은 영웅적인 행동으로 생각하였다. 더욱이 1972년 전후하여 테러조직들은 초국가적인 제휴를 하면서 훈련·무기공급·자금지원·피신처 제공 등의 협력관계를 가지고 있었다.
1970년 요르단을 중심으로 PFLP는 4대의 항공기를 거의 동시에 피랍, 그 중 3대는 요르단의 도슨(Dawson) 공군기지에서 폭파(1970년 9월 3일)시켰으며 1대는 이미 카이로 공항에서 폭발되었다. PFLP와 일본적군은 연계체계를 가지고 있다. 1972년 5월 30일 일본적군이 로드공항에서 수류탄과 기관총을 난사하여 28명을 살해하고 78명을 부상시키는 대량살상테러를 자행하였다. 1972년 9월 5일 '검은 구월단(Black September)' 조직에 의하여 일어난 뮌헨올림픽 선수촌 테러사건으로 로드공항 참사와 함께 전세계를 테러리즘 공포환경으로 만들었다. 1973년 7월 20일 싱가포르의 쉘 석유저장고 습격사건, 1975년 12월 21일 빈의 OPEC석유상 각료회의 점거사건 등은 PFLP 및 일본 적군파와 서독의 바더－마인호프(적군파) 조직과의 협력으로 만든 테러작품이다.
1979년 소련의 아프가니스탄 침공으로 무자헤딘 등 무술림 반군의 게릴라 활동과 테러공격이 아프가니스탄에서 새로운 지역테러환경을 조성하였으며 정치이슈화되어 가고 있었다. 이는 베이루트에서 지하드(성전), 헤즈볼라(신의 당) 등의 테러조직들의 활동을 강화시켰다. 지하드와 헤즈볼라조직에 의하여 자행된 베이루트의 차량폭파 테러공격이나 외국인 인질사건은 국제테러리즘이다. 1960년부터는 자살특공대에 의한 차량 폭파테러 공격이 베이루트에서 새로운 전술로 소개되었다. 외국인 인질사건은 오늘날까지 국제정치의 핫이슈가 되고 있다. 이에 반하여 유럽의 테러전술은 폭파·납치·암살 등의 사회범죄적인 성격의 테러전술이었다.
국제테러리즘 환경은 국제정치 환경에 크게 영향을 받는다. 미·소의 양극체제에서 소련과 쿠바 등 동구권은 독립을 원하는 대부분의 소수민족 또는 게릴라조직에게 훈련·재정지원·무기를 공급하여 왔다. 더욱이 무기 판매경쟁, 대중정보 매체의 발달, 유럽의 국경선 관리문제, 대량살상무기 개발 등은 국제테러리즘을 조장하는 요소가 되었다. 이에 이란·리비아·시리아·이라크·쿠바·나카라과·북한 등의 테러지원국가들이 있어서 테러조직 간에 테러활동을 합동으로 할 수 있는 환경을 만들어 주고 있다.
국제테러리즘을 일으키고 있는 조직으로는 아랍의 PLO조직들, 구 서독의 적군과, 영국의 북아일랜드 공화군(IRA), 이탈리아의 붉은여단(BR), 에스파냐의 바스크(Basque) ETA, 인도의 시크교도, 스리랑카의 타밀족, 카나다의 퀘벡(Quebec) FLQ 등이 있다. 그 중에서 PFLP, 지하드, 헤즈볼라, IRA, 시크교도, 타밀족, 바스크 ETA, 퀘벡 FLQ, 쿠르드족, 에리트리아족, 폴리사리오 게릴라, 크로아티아, 아르메니아, 중앙아시아의 소수민족들, 발칸반도의 소수민족들, 도파르반군, 오가덴 분리주의자 등의 소수민족 저항운동인 테러리즘은 그 자체가 국제정치 문제이며 국제테러리즘 환경을 조성하는 행위자들이다. 이 밖에도 뉴레프트의 테러조직들과 무정부주의 또는 허무주의자들의 테러조직들이나 이슬람 원리주의자들이 테러리즘이 관계하고 있다.
베이루트에서는 이란의 지원을 받은 시아파 테러리스트들이 1983년을 중심으로 이스라엘의 레바논 침공과 미국 및 유럽정책에 대한 불만으로 차량 자살특공대에 의한 미해병대 막사 공격과 프랑스 군부대 공격 그리고 베이루트와 레바논 주재 미국 및 프랑스 대사관 공격으로 레바논을 국제테러리즘 온상으로 만들었다.
1985년 12월 영국성공회 특사인 테리 와이트(Terry Waite) 신부가 기독교 관계 일을 하다 피랍된 미국인 인질 2명의 석방교섭 노력을 하던 중 이슬람 지하드조직에 의하여 피랍되었다. 이란의 콘트라사건은 1979년 이란 내 미대사관 직원 인질문제와 레바논의 미국인 인질문제로 일어난 정치사건이다. 또한 유고내전은 크로아티아 민족문제가 아니라 새로운 유럽의 소수민족 저항운동 환경을 조성하였다. 즉 국제테러리즘 환경을 줄이는 것이 아니라 발칸화하는 다원성을 보였던 것이다.

## 사건
- 10·26 사건(1979년)
- 뭄바이 폭탄테러(2008년)
- 2004년 마드리드 동시다발 테러 사건(2004년)
- 9·11 테러(2001년)
- 로드 공항 사건
- 보진카 계획
- 부됴놉스크 병원 인질극(1995년)
- 도쿄 지하철 사린 사건(1995년)
- 대한항공 858편 폭파사건(1987년)
- 2015년 11월 파리 테러(2015년)
- 아웅 산 묘역 테러 사건(1983년)

## 같이 보기
- 테러리즘의 정의(영어판)
- 테러리즘의 역사
- 자살 공격
- 백색 테러